# Associazione Calcio Torino 1957-1958
Questa voce raccoglie le informazioni riguardanti l'Associazione Calcio Torino nelle competizioni ufficiali della stagione 1957-1958.

## Rosa
| N. |                    | Ruolo | Calciatore          |
| -- | ------------------ | ----- | ------------------- |
|    | Italia (bandiera)  | P     | Luigi Pendibene     |
|    | Italia (bandiera)  | P     | Vincenzo Rigamonti  |
|    | Italia (bandiera)  | P     | Lido Vieri          |
|    | Italia (bandiera)  | D     | Enzo Bearzot (c)    |
|    | Italia (bandiera)  | D     | Ivo Brancaleoni     |
|    | Italia (bandiera)  | D     | Beniamino Cancian   |
|    | Italia (bandiera)  | D     | Sergio Castelletti  |
|    | Italia (bandiera)  | D     | Raffaele Cuscela    |
|    | Italia (bandiera)  | D     | Gianfranco Ganzer   |
|    | Italia (bandiera)  | D     | Antonino Gerbaudo   |
|    | Italia (bandiera)  | D     | Lino Grava          |
|    | Italia (bandiera)  | D     | Fulvio Varglien III |
|    | Francia (bandiera) | C     | Antoine Bonifaci    |
|    | Italia (bandiera)  | C     | Romano Fogli        |
|    | Italia (bandiera)  | C     | Italo Mazzero       |

| N. |                      | Ruolo | Calciatore         |
| -- | -------------------- | ----- | ------------------ |
|    | Italia (bandiera)    | C     | Antonio Pellis     |
|    | Italia (bandiera)    | C     | Giorgio Pizziolo   |
|    | Italia (bandiera)    | C     | Giancarlo Prato    |
|    | Argentina (bandiera) | C     | Eduardo Ricagni    |
|    | Italia (bandiera)    | C     | Adriano Russi      |
|    | Italia (bandiera)    | A     | Umberto Angeli     |
|    | Paraguay (bandiera)  | A     | Dionisio Arce      |
|    | Italia (bandiera)    | A     | Gino Armano        |
|    | Italia (bandiera)    | A     | Giancarlo Bacci    |
|    | Italia (bandiera)    | A     | Quinto Bertoloni   |
|    | Italia (bandiera)    | A     | Carlo Crippa       |
|    | Italia (bandiera)    | A     | Gianfranco Petris  |
|    | Italia (bandiera)    | A     | Sergio Santelli    |
|    | Argentina (bandiera) | A     | Juan Carlos Tacchi |

## Calciomercato
| Acquisti | Acquisti            | Acquisti  | Acquisti   |
| R.       | Nome                | da        | Modalità   |
| -------- | ------------------- | --------- | ---------- |
| D        | Enzo Bearzot        | Inter     | definitivo |
| D        | Fulvio Varglien III | Triestina | definitivo |
| C        | Antoine Bonifaci    | Bologna   | definitivo |
| C        | Italo Mazzero       | Triestina | definitivo |
| C        | Giorgio Pizziolo    | Foggia    | definitivo |
| C        | Adriano Russi       | Foggia    | definitivo |
| A        | Gianfranco Petris   | Triestina | definitivo |
| A        | Sergio Santelli     | Roma      | definitivo |

| Cessioni | Cessioni         | Cessioni  | Cessioni      |
| R.       | Nome             | a         | Modalità      |
| -------- | ---------------- | --------- | ------------- |
| P        | Lido Vieri       | Vigevano  | prestito      |
| D        | Pietro Grosso    | Brescia   | definitivo    |
| C        | Luigi Bodi       | Bologna   | definitivo    |
| C        | Claudio Rimbaldo | Triestina | definitivo    |
| A        | Hasse Jeppson    | -         | fine carriera |
| A        | Giuseppe Orlando | Vigevano  | definitivo    |

## Risultati

### Serie A

#### Girone di andata
| Milano 8 settembre 1957, ore 16:00 UTC+1 1ª giornata | Inter        | 0 – 0 | Torino | Stadio San Siro\| Arbitro: \| Adami (Roma) \| |
| Arbitro:                                             | Adami (Roma) |       |        |                                               |

| Torino 15 settembre 1957, ore 16:00 UTC+1 2ª giornata | Torino             | 0 – 0 | Alessandria | Stadio Filadelfia\| Arbitro: \| Famulari (Messina) \| |
| Arbitro:                                              | Famulari (Messina) |       |             |                                                       |

| Arbitro: | Campanati (Milano) |

|                                 |           |  |
| Vinício 16’, 23’ Di Giacomo 58’ | Marcatori |  |

| Torino 29 settembre 1957, ore 16:00 UTC+1 4ª giornata | Torino          | 0 – 0 | Roma | Stadio Filadelfia\| Arbitro: \| Pieri (Trieste) \| |
| Arbitro:                                              | Pieri (Trieste) |       |      |                                                    |

| Arbitro: | Orlandini (Roma) |

|                            |           |              |
| Pivatelli 24’ Malavasi 38’ | Marcatori | 44’ Santelli |

| Arbitro: | Jonni (Macerata) |

|  |           |             |
|  | Marcatori | 62’ Charles |

| Arbitro: | Adami (Roma) |

|                                                                   |           |                             |
| Bacci 4’ Armano 51’ Arce 58’ Bonifaci 67’ Bertoloni 74’ Fogli 90’ | Marcatori | 28’ Pantaleoni 87’ Lindskog |

| Arbitro: | Gambarotta (Genova) |

|                             |           |  |
| Hamrin 22’, 76’, 74’ (rig.) | Marcatori |  |

| Arbitro: | Pieri (Trieste) |

|                                          |           |                      |
| Zannier 33’ (aut.) Ricagni 37’ Bacci 53’ | Marcatori | 43’ Bean 54’ Zannier |

| Arbitro: | Marchetti (Milano) |

|                                |           |            |
| Gratton 36’ Cervato 83’ (rig.) | Marcatori | 59’ Armano |

| Arbitro: | Marchese (Napoli) |

|  |           |             |
|  | Marcatori | 27’ Rozzoni |

| Arbitro: | Jonni (Macerata) |

|  |           |            |
|  | Marcatori | 87’ Armano |

| Arbitro: | Ferrari (Milano) |

|                |           |              |
| Muccinelli 17’ | Marcatori | 49’ Santelli |

| Arbitro: | De Villers |

|                   |           |  |
| Armano 88’ (rig.) | Marcatori |  |

| Arbitro: | Boati (Milano) |

|             |           |          |
| Abbadie 74’ | Marcatori | 25’ Arce |

| Torino 5 gennaio 1958, ore 14:30 UTC+1 16ª giornata | Talmone Torino     | 0 – 0 | Verona | Stadio Filadelfia\| Arbitro: \| Angelini (Firenze) \| |
| Arbitro:                                            | Angelini (Firenze) |       |        |                                                       |

| Arbitro: | Lo Bello (Siracusa) |

|                                      |           |                                          |
| Ricagni 15’, 77’ Armano 54’ Arce 84’ | Marcatori | 35’ Ocwirk 42’ Firmani 90’ (rig.) Tortul |

#### Girone di ritorno
| Arbitro: | Moriconi (Roma) |

|                            |           |                                |
| Armano 16’ (rig.) Arce 64’ | Marcatori | 40’, 86’ Masiero 73’ Angelillo |

| Alessandria 2 febbraio 1958, ore 14:30 UTC+1 19ª giornata | Alessandria      | 0 – 0 | Talmone Torino | Stadio Giuseppe Moccagatta\| Arbitro: \| Orlandini (Roma) \| |
| Arbitro:                                                  | Orlandini (Roma) |       |                |                                                              |

| Arbitro: | Campanati (Milano) |

|                                               |           |                                          |
| Morin 17’ (aut.) Santelli 40’, 83’ Armano 88’ | Marcatori | 54’ (rig.) Pesaola 63’ Vinício 65’ Posio |

| Arbitro: | Rigato (Mestre) |

|                   |           |  |
| da Costa 46’, 64’ | Marcatori |  |

| Torino 23 febbraio 1958, ore 15:00 UTC+1 22ª giornata | Talmone Torino  | 0 – 0 | Bologna | Stadio Filadelfia\| Arbitro: \| Marangio (Roma) \| |
| Arbitro:                                              | Marangio (Roma) |       |         |                                                    |

| Arbitro: | Lo Bello (Siracusa) |

|                                  |           |             |
| Sívori 11’, 48’ Charles 61’, 82’ | Marcatori | 80’ Ricagni |

| Arbitro: | Ferrari (Milano) |

|             |           |            |
| Bettini 67’ | Marcatori | 88’ Armano |

| Arbitro: | Maurelli (Roma) |

|                     |           |  |
| Pellis 21’ Arce 71’ | Marcatori |  |

| Arbitro: | Steiner |

|                                                                |           |  |
| Cucchiaroni 18’ Liedholm 61’ Danova 79’ Brancaleoni 81’ (aut.) | Marcatori |  |

| Arbitro: | Marchetti (Milano) |

|                             |           |                    |
| Tacchi 4’ Armano 81’ (rig.) | Marcatori | 72’ (rig.) Cervato |

| Arbitro: | Jonni (Macerata) |

|  |           |          |
|  | Marcatori | 90’ Arce |

| Arbitro: | Moriconi (Roma) |

|                                    |           |  |
| Arce 6’, 32’ Crippa 61’ Tacchi 88’ | Marcatori |  |

| Arbitro: | Angelini (Firenze) |

|             |           |              |
| Bearzot 61’ | Marcatori | 4’ Selmosson |

| Arbitro: | Caputo (Napoli) |

|                  |           |             |
| David 26’ (rig.) | Marcatori | 25’ Bearzot |

| Arbitro: | Righi (Milano) |

|                                 |           |                      |
| Arce 48’, 79’ Santelli 57’, 90’ | Marcatori | 2’ Leoni 44’ Abbadie |

| Arbitro: | Rebuffo (Milano) |

|                                |           |  |
| Del Vecchio 14’ Meggiorini 67’ | Marcatori |  |

| Arbitro: | Jonni (Macerata) |

|                                               |           |  |
| Recagno 13’ Ocwirk 26’ Farina 30’ Bolzoni 49’ | Marcatori |  |

### Coppa Italia

#### Fase a gironi
| Arbitro: | Butti (Como) |

|            |           |           |
| Crippa 25’ | Marcatori | 11’ Vizia |

| Arbitro: | Basciu (Genova) |

|                                 |           |  |
| Petris 13’, 79’, 34’ Crippa 82’ | Marcatori |  |

| Arbitro: | Righi (Milano) |

|                           |           |  |
| Stacchini 69’ Montico 89’ | Marcatori |  |

| Arbitro: | Ubezio (Novara) |

|           |           |                               |
| Vizia 32’ | Marcatori | 19’, 51’ Arce 42’, 77’ Petris |

| Arbitro: | Butti (Como) |

|  |           |                            |
|  | Marcatori | 34’ Crippa 57’, 62’ Petris |

| Arbitro: | Liverani (Torino) |

|            |           |                                  |
| Petris 23’ | Marcatori | 46’ Boniperti 84’ (rig.) Montico |

## Statistiche

### Statistiche di squadra
| Competizione | Punti | In casa | In casa | In casa | In casa | In casa | In casa | In trasferta | In trasferta | In trasferta | In trasferta | In trasferta | In trasferta | Totale | Totale | Totale | Totale | Totale | Totale | DR |
| Competizione | Punti | G       | V       | N       | P       | Gf      | Gs      | G            | V            | N            | P            | Gf           | Gs           | G      | V      | N      | P      | Gf     | Gs     | DR |
| ------------ | ----- | ------- | ------- | ------- | ------- | ------- | ------- | ------------ | ------------ | ------------ | ------------ | ------------ | ------------ | ------ | ------ | ------ | ------ | ------ | ------ | -- |
| Serie A      | 33    | 17      | 9       | 5       | 3       | 34      | 19      | 17           | 2            | 6            | 9            | 8            | 30           | 34     | 11     | 11     | 12     | 42     | 49     | -7 |
| Coppa Italia | -     | 3       | 1       | 1       | 1       | 6       | 3       | 3            | 2            | 0            | 1            | 7            | 3            | 6      | 3      | 1      | 2      | 13     | 6      | +7 |
| Totale       | -     | 20      | 10      | 6       | 4       | 40      | 22      | 20           | 4            | 6            | 10           | 15           | 33           | 40     | 14     | 12     | 14     | 55     | 55     | 0  |

### Statistiche dei giocatori
| Giocatore       | Serie A  | Serie A | Coppa Italia | Coppa Italia | Totale   | Totale |
| Giocatore       | Presenze | Reti    | Presenze     | Reti         | Presenze | Reti   |
| --------------- | -------- | ------- | ------------ | ------------ | -------- | ------ |
| U. Angeli       | 0        | 0       | 3            | 0            | 3        | 0      |
| D. Arce         | 22       | 10      | 6            | 2            | 28       | 12     |
| G. Armano       | 31       | 9       | 0            | 0            | 31       | 9      |
| G. Bacci        | 9        | 2       | 0            | 0            | 9        | 2      |
| E. Bearzot      | 30       | 2       | 6            | 0            | 36       | 2      |
| Q. Bertoloni    | 28       | 1       | 2            | 0            | 30       | 1      |
| A. Bonifaci     | 32       | 1       | 6            | 0            | 38       | 1      |
| I. Brancaleoni  | 24       | 0       | 1            | 0            | 25       | 0      |
| B. Cancian      | 3        | 0       | 2            | 0            | 5        | 0      |
| S. Castelletti  | 0        | 0       | 5            | 0            | 5        | 0      |
| C. Crippa       | 6        | 1       | 5            | 3            | 11       | 4      |
| R. Cuscela      | 1        | 0       | 0            | 0            | 1        | 0      |
| R. Fogli        | 31       | 1       | 0            | 0            | 31       | 1      |
| G. Ganzer       | 32       | 0       | 3            | 0            | 35       | 0      |
| A. Gerbaudo     | 2        | 0       | 0            | 0            | 2        | 0      |
| L. Grava        | 30       | 0       | 3            | 0            | 33       | 0      |
| I. Mazzero      | 0        | 0       | 6            | 0            | 6        | 0      |
| A. Pellis       | 7        | 1       | 0            | 0            | 7        | 1      |
| L. Pendibene    | 1        | -3      | 0            | 0            | 1        | -3     |
| G. Petris       | -        | -       | 6            | 8            | 6        | 8      |
| G. Pizziolo     | 1        | 0       | 0            | 0            | 1        | 0      |
| G. Prato        | 1        | 0       | 1            | 0            | 2        | 0      |
| E. Ricagni      | 14       | 4       | 0            | 0            | 14       | 4      |
| V. Rigamonti V. | 33       | -46     | 0            | 0            | 33       | -46    |
| A. Russi        | 2        | 0       | 0            | 0            | 2        | 0      |
| S. Santelli     | 13       | 6       | 1            | 0            | 14       | 6      |
| J.C. Tacchi     | 21       | 2       | 0            | 0            | 21       | 2      |
| F. Varglien III | 0        | 0       | 6            | 0            | 6        | 0      |
| L. Vieri        | -        | -       | 6            | -6           | 6        | -6     |

## Giovanili

### Piazzamenti
- Primavera:
  - Campionato Cadetti: